# Francisco Caja
Francisco Caja   (Arnedo, 6 de gener de 1949) és un filòsof, catedràtic d'universitat i activista nacionalista espanyol.

## Trajectòria
Al llarg dels anys, ha tingut desavinences amb partits com Ciutadans i el Partit Popular als quals acusa d'indecisió i de no defensar prou les propostes presentades a través de la plataforma Convivència Cívica Catalana, i amb el PSC al qual retreu d'estar dins l'«entramat nacionalista». També ha atribuït a Albert Rivera «incompetència política» o que «vagi amb el lliri a la mà». Acusà el diari digital E-Notícies de «pura intoxicació periodística que persegueix fins espuris» i d'«atemptar contra el codi deontològic de la professió periodística».
Des de 2006 és membre del Patronat d'Honor de la Fundació per a la Defensa de la Nació Espanyola (DENAES), de la qual també és membre Aleix Vidal-Quadras des del 22 de març de 2006 juntament amb Federico Jiménez Losantos, Francisco José Alcaraz i José Antonio Ortega Lara, i que té com a objectiu «recuperar i impulsar des de la societat civil el coneixement i la reivindicació de la nació espanyola».
Reconegut en l'àmbit espanyolista com un dels membres més actius en la «denúncia del nacionalisme», que ha reflectit en obres com La raza catalana. El Manifest dels 2300 fou un dels inicis de la seva activitat política més pública, i les seves declaracions sobre la immersió lingüística l'han portat a rebre denúncies d'entitats com Escola en català. Va ser crític també amb l'anomenada Llei Wert a la qual reprotxà de provocar un «apartheid lingüístic» per no ser prou contundent i «no obligar el Govern català a revisar tots els llibres de text que són propaganda catalanista», i també culpà d'aquesta covardia els vuit anys de govern de José María Aznar.
Es també conegut per les seves diatribes contra tot el que tingui a veure amb Catalunya, que van arribar al seu punt més àlgid l'any 2015 al sortir publicada al diari digital Directe.cat una carta que va enviar a Albert Rivera pels volts de 2012-2013, en la que parlava de «retornar el català a la situació anterior a 1978 i fer-li perdre tot el prestigi que ha guanyat a costa del castellà», i en la que feia gala del seu masclisme, en aquest cas, amb les dones catalanes com a víctimes del seu menyspreu dient què «la dona catalana, tant sensual ella, els ha sortit estreta a l'hora de parir»

## Obres
- Fotografía y modernidad (1991)
- El mundo ensombrecido (1995)
- Rostros y máscaras (2005)
- La raza catalana (2009)
- La raza catalana (segunda parte) (2013)